# Necropoli di Su Crucifissu Mannu

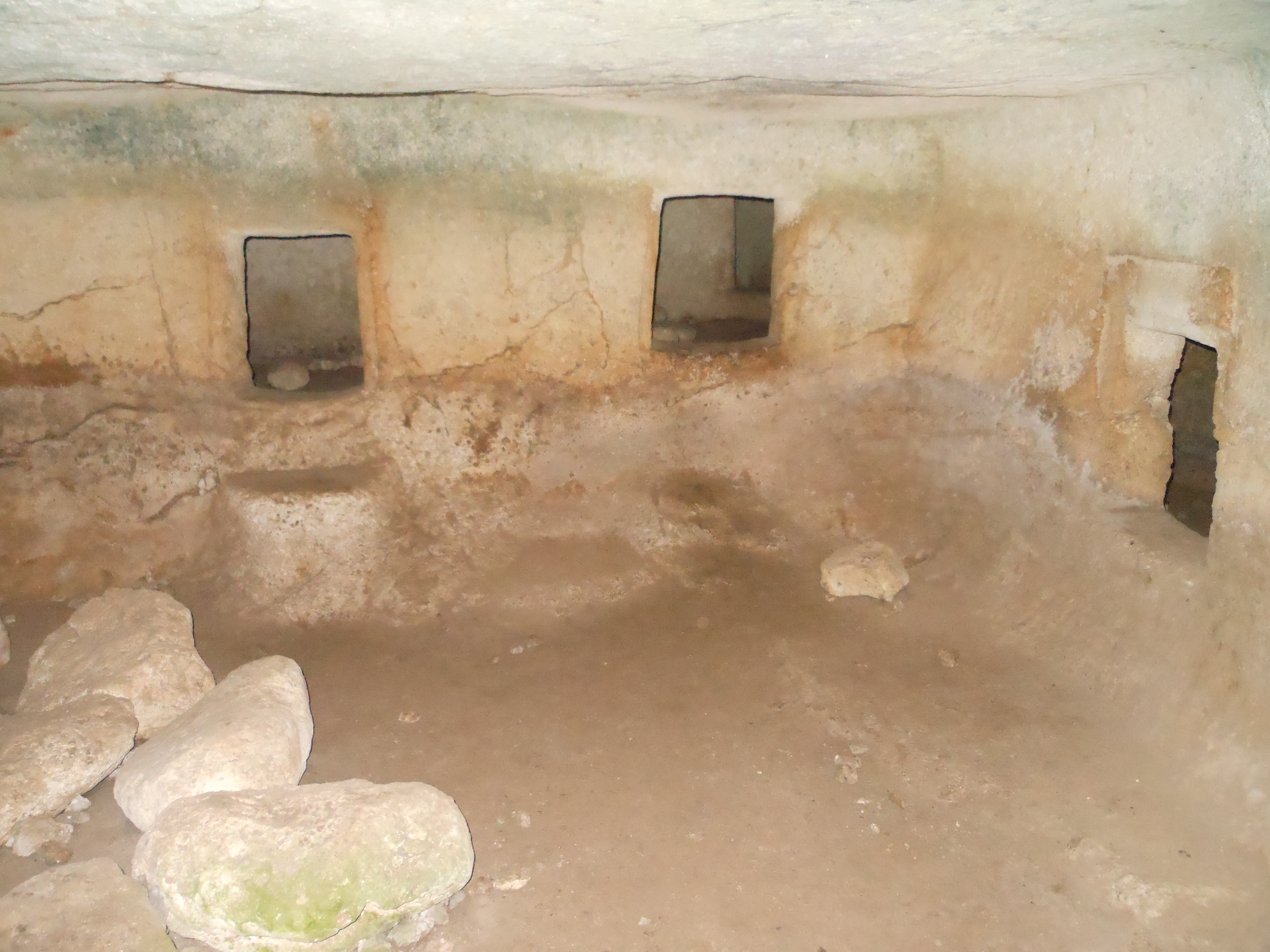
Veduta

La necropoli ipogeica di Su Crucifissu Mannu è un sito archeologico situato nella Nurra, regione della Sardegna nord-occidentale.

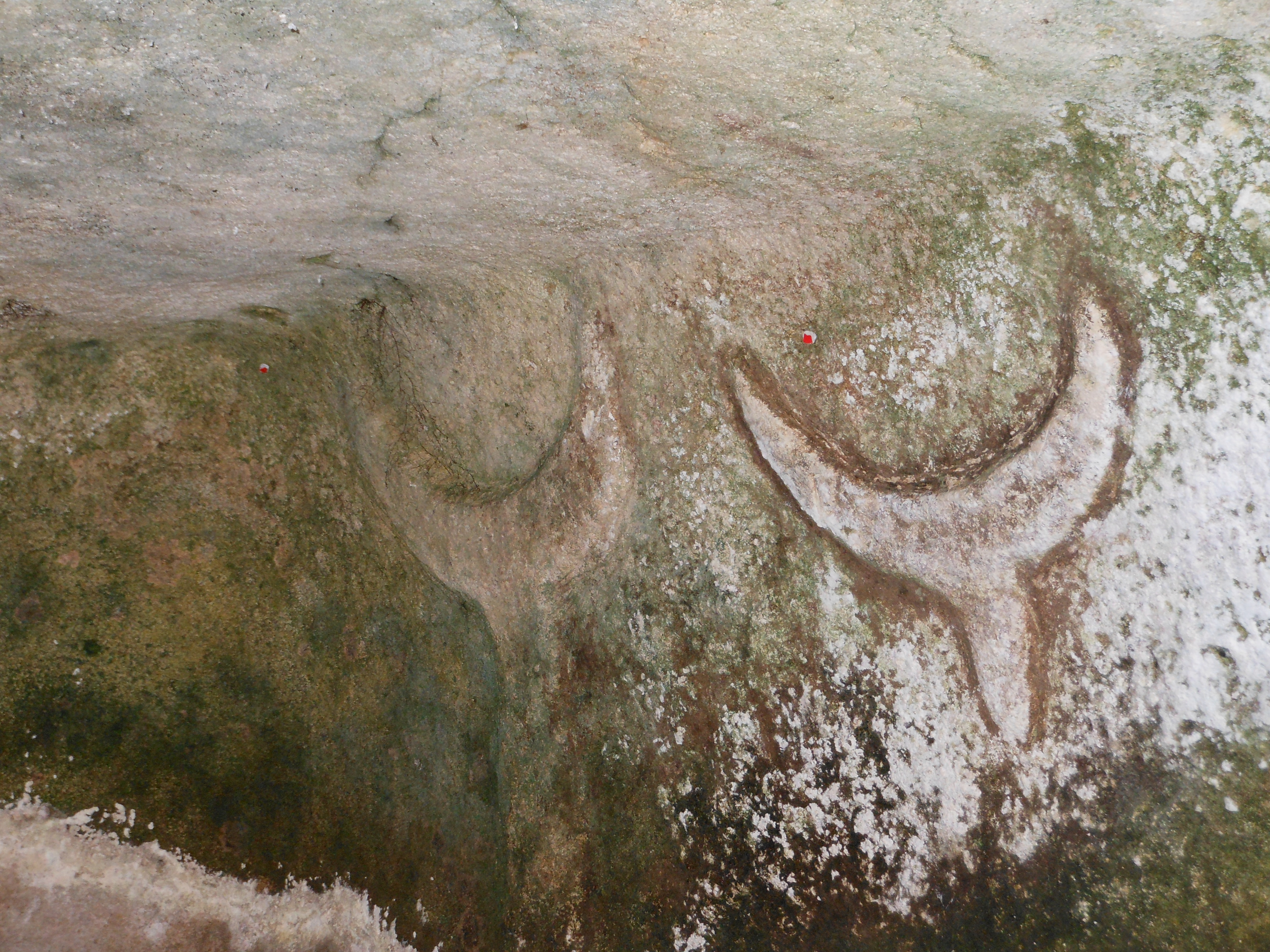
Protomi taurine

La necropoli si trova all'interno di un porzione di territorio che registra una rilevante presenza di monumenti preistorici distanti fra loro poche centinaia di metri. Tra i più importanti da segnalare il complesso di Monte d'Accoddi, le aree funerarie di Su Crucifissu Mannu, Li Lioni, Sant'Ambrogio, Su Jaiu, Spina Santa e Marinaru, i dolmen e menhir di Frades Muros, oltre ad una decina di nuraghi.
Assieme ad altre aree archeologiche prenuragiche, nel 2025 il sito è stato inserito nell'elenco dei patrimoni dell'umanità dell'UNESCO.

## Descrizione
Il sepolcreto, scavato su un banco orizzontale di roccia calcarea, comprende almeno ventidue domus de janas, tutte realizzate nel periodo compreso tra il Neolitico Recente (IV millennio a.C.) e l'Eneolitico Iniziale (III millennio a.C.) ed intensamente utilizzate, salvo sporadici riutilizzi in epoca romana, sino al tempo della cultura di Bonnanaro (1.500 a.C. circa).
Le tombe risultano tutte pluricellulari, ossia composte da più vani comunicanti; al loro interno si accede attraverso un pozzetto o calatoia ("a proiezione verticale") oppure mediante un corridoio orizzontale detto dromos ("a proiezione longitudinale"). Lungo le pareti della grande stanza principale, che in alcuni ipogei è provvista di pilastro centrale, si aprono le celle più piccole dalle quali in taluni casi si dipartono radialmente altri piccoli ambienti, fino ad arrivare, come nel caso della Tomba XIII, ad un totale di 14 vani.
Alcune stanze sono adornate con gli elementi simbolici (protomi taurine diversamente stilizzate) ed architettonici (gradini, portelli sagomati, architravi) tipici del periodo, scolpiti a bassorilievo nella roccia; nella Tomba IV è presente anche l'elemento della falsa porta, allusione forse all'impossibilità per i vivi di accedere al regno dei morti.
L'esplorazione del sito ha portato alla luce abbondanti quantità di ceramiche di cultura di Bonnanaro, ma anche bottoni a calotta sferica, forati, quattro brassard (bracciali da arciere) del Vaso campaniforme ed infine tre idoletti cicladici con la figura della Dea Madre. Tra i ritrovamenti anche un cranio umano che presenta documentazione di trapanazione in vivo.

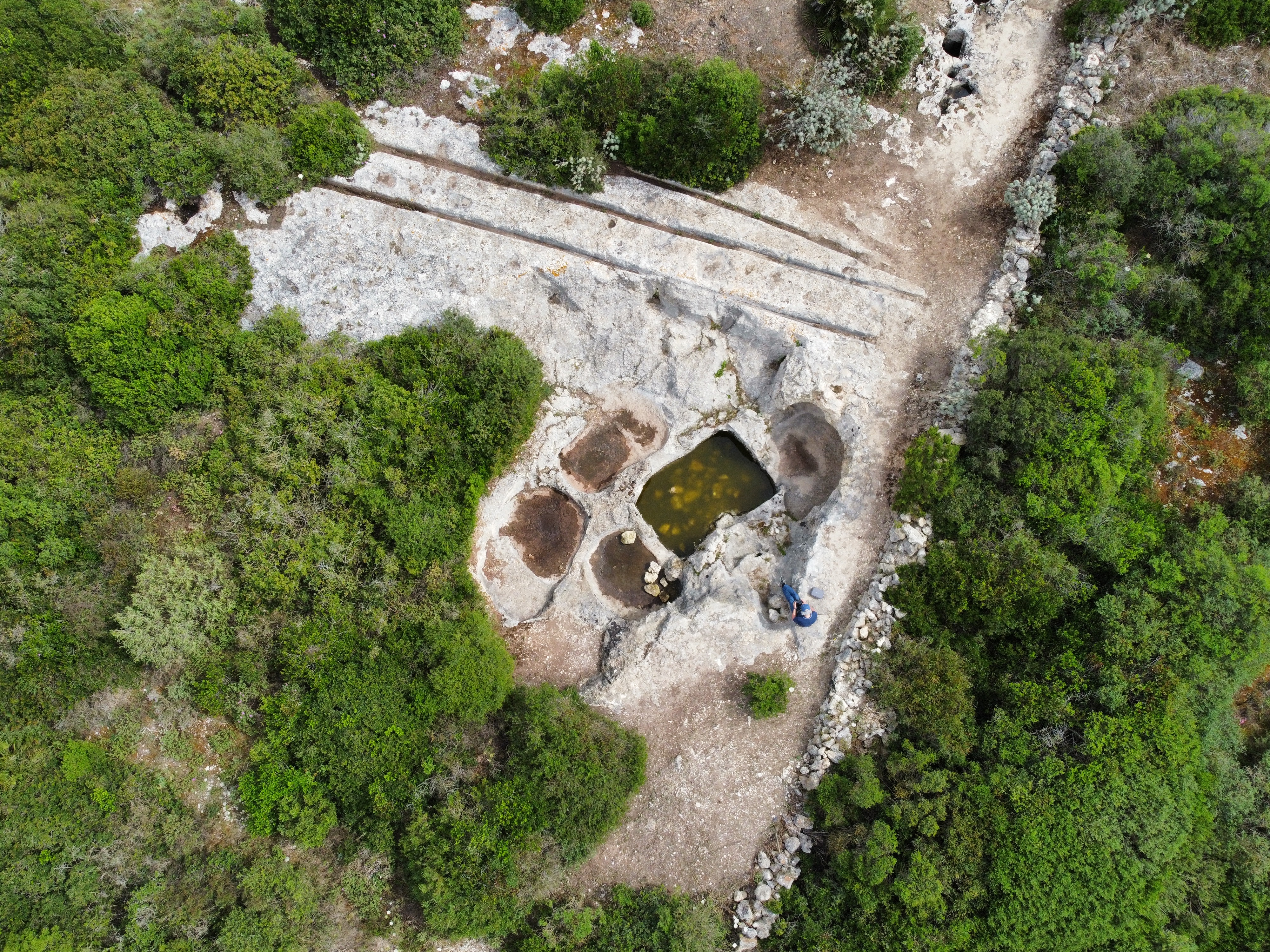
Domus con le protomi taurine nella stanza nascosta, visibili i solchi

Degna di nota la presenza di profondi solchi paralleli, estesi su tutta la sommità della formazione calcarea contenente gli ipogei. Sull'origine e sul significato di questi solchi non vi è ancora una spiegazione definitiva e soddisfacente. La diffusa interpretazione che li considera un effetto del protratto passaggio di carri in epoca romana è poco plausibile per tutta una serie di aspetti non coerenti, le tracce hanno spesso profondità eccessiva, sono troppo addensate, si intersecano inutilmente, si interrompono improvvisamente, sono localizzate in luoghi impervi su percorsi facilmente aggirabili. Questi solchi, presenti in molte altre strutture preistoriche, anche distanti tra loro (Sardegna, Malta, Canarie), diventano più plausibili se considerati strutture connesse alla religiosità delle antiche popolazioni e al loro intento di comunicazione con le divinità.

## Archeogenetica
Moderne indagini archeogenetiche hanno analizzato i resti di diversi individui sepolti nella necropoli di Su Crucifissu Mannu. Di seguito le proporzioni delle componenti ancestrali di alcuni individui della prima età del bronzo.
| Campione | Cacciatori-raccoglitori occidentali | Primi agricoltori europei | Pastori delle steppe occidentali |  |
| -------- | ----------------------------------- | ------------------------- | -------------------------------- |  |
| SUC001   | 16,2%                               | 80%                       | 3,8%                             |  |
| SUC005   | 20,9%                               | 77,8%                     | 1,3%                             |  |
| SUC007   | 21,5%                               | 68,1%                     | 10,4%                            |  |
| SUC009   | 17,8%                               | 79,4%                     | 2,8%                             |  |

(1) - Dati tratti da Manjusha Chintalapati, Nick Patterson, Priya Moorjani (2022). Table J: qpAdm analysis of Neolithic Bronze Age groups per individual.

## Altri progetti

ricostruzione di insieme che mostra l'estensione dei solchi al di sopra degli ipogei